# РК-4 «Інгул»

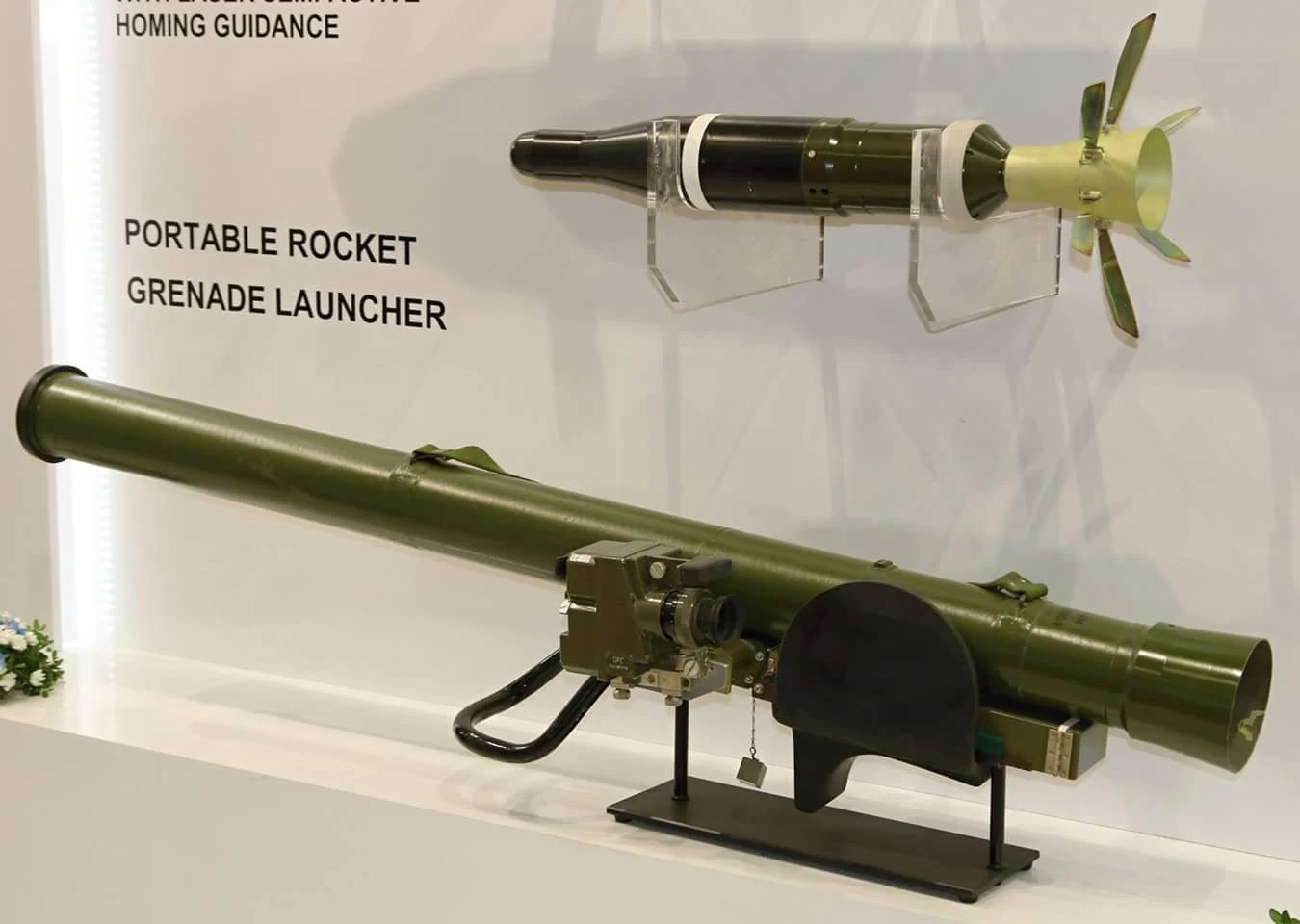
Реактивний гранатомет РК-4 «Інгул» виробництва ДП «Державне Київське конструкторське бюро «Луч».

РК-4 «Інгул» — переносний реактивний гранатомет, призначений для ураження легкоброньованої та неброньованої техніки, споруд польового типу (ДОТ, ДЗОТ), а також живої сили, яка знаходиться на відкритому просторі чи в укриттях, споруд з каменю, цегли або бетону.
Розроблений ДП «Державне Київське конструкторське бюро „Луч“». Вперше представлений у 2017 році на 13-й Міжнародній виставці військової техніки IDEF-2017 (м. Стамбул, Туреччина).

## Опис
РК-4 "Інгул" складається з пускової установки з прицілом, транспортно-пусковим контейнером та некерованими гранатами з термобаричною та осколково-фугасною бойовою частиною.
Оптико-електронний приціл встановлений на пусковій установці містить набір датчиків, що забезпечують врахування чинників, які істотно впливають на точність стрільби, таких як швидкість вітру, температура навколишнього середовища, дальність і швидкість руху цілі. Даний приціл автоматизує та спрощує роботу гранатометника, забезпечує високу точність попадання при максимальній дальності стрільби.

## Тактико-технічні характеристики
- Калібр гранати, мм: 107
- Маса гранати в контейнері, кг: 11,4
- Тип БЧ: термобарична, осколково-фугасна
- Максимальна дальність стрільби, м: 1800
- Мінімальна дальність стрільби, м: 70
- Дальність прямого пострілу, м: до 600
- Довжина контейнеру, мм: 1678
- Температурний діапазон застосування, ˚С: від мінус 40 до +60

## Використання
Переносний реактивний гранатомет РК-4 "Інгул" забезпечує:
- можливість стрільби з позицій: «стоячи», «з коліна», «з упору», а також з відкритих транспортних засобів, що дозволяє швидку передислокацію і зміну позиції;
- можливість стрільби по рухомих маневрених цілях;

- можливість точного вимірювання дальності, автоматичне введення балістичних поправок і коректування положення прицільної марки, забезпечують високу точність попадання при максимальній дальності стрільби;
- застосування термобаричних і осколково-фугасних бойових частин забезпечує гарантоване ураження будь-яких типів цілей незалежно від точки попадання гранати.[2]